# Масляный Мыс
Масляный Мыс — исчезнувшая деревня, располагавшаяся на территории современного Краснокамского района Башкортостана.

## Географическое положение
Располагалась в 1 км от левого берега реки Камы, в 2 км к северо-востоку от деревни Дубник и в 7 км от административного центра Краснокамского района — села Николо-Берёзовки.

## История
В письменных источниках деревня Масляный Мыс впервые упоминается в 1710 году в «Переписной книге дворцового села Сарапула переписи казанского коменданта Никиты Алферьевича Кудрявцова». В то время деревня относилась к дворцовой Сарапульской волости Казанского уезда и её население составляло 53 человека. В 1723 года житель деревни крестьянин Матвей Анхимов продал марийцу из деревни Музяк Мустаю Кузюкову «посеянного своего хлеба в их, Мустаеве, поле 3 полосы озими за 8 гривен денег». Согласно другому документу за 1749 год башкиры Енейской волости отдали крестьянам деревни в оброчное владение на 20 лет землю, состоящую «с Буйского перевозу вверх по Бую по правую сторону до устья Изяру, а от устья Изяру по правую ж сторону до вершины Изяру речки, а с вершины ж по правую сторону до Мысовских шалашев, а от Мысовских шалашев по правую сторону же большой дороги по Демидов черте ж до деревни Бую».
В 1870 году — 48 дворов, 339 жителей. В 1895 году — 84 двора, 440 жителей. В деревне действовала часовня, 2 мельницы, хлебозапасный магазин. У 4 жителей было по одной лавке. Согласно переписи 1920 года — 99 дворов, 464 жителя.

## Топографические карты
- Лист карты O-40-133. Масштаб: 1 : 100 000. Состояние местности на 1982 год. Издание 1983 г.